# Can Mir (Sant Vicenç de Montalt)
Can Mir és una obra eclèctica de Sant Vicenç de Montalt (Maresme) inclosa a l'Inventari del Patrimoni Arquitectònic de Catalunya.

## Descripció
Edifici gran, de principis de segle, aïllat, amb planta baixa i dues plantes. Té una torre i un porxo d'accés. Està coberta a dues aigües i coronada amb un ràfec. Envoltada per una gran jardí, també té terres per conrear.